# سيلفيا مولينا
سيلفيا مولينا (بالإسبانية: Silvia Molina)‏ هي كاتِبة مكسيكية، ولدت في 11 أكتوبر 1946.